# Lepidastheniella nishii
Lepidastheniella nishii är en ringmaskart som beskrevs av Barnich och Fiege 2004. Lepidastheniella nishii ingår i släktet Lepidastheniella och familjen Polynoidae. Inga underarter finns listade i Catalogue of Life.